# Jeffrey Hall (Chorégraphe)
Jeffrey Hall (né le 29 juillet 1958) est un chorégraphe, metteur en scène et interprète canadien avec près de 40 ans d'expérience. Son travail va de la danse au théâtre en passant par le cinéma, la télévision, les arts du cirque et les productions à grand déploiement.

## Survol de sa carrière
Au fil des ans, le travail de Jeff Hall a été vu par des millions de personnes dans le monde. Entre autres productions, il a travaillé sur les chorégraphies de plusieurs spectacles du Cirque du Soleil, dont TOTEM, en tant que chorégraphe, ZAIA, en tant que co-chorégraphe, et The Beatles LOVE, en tant qu’entraîneur artistique. De plus, il a dirigé la mise en scène de Devdan, un spectacle permanent présenté à Bali, en Indonésie. Il a également écrit et réalisé Circo Jumbo 2013 et 2014, deux productions présentées dans plusieurs pays d'Amérique du Sud. En 2022, il a co-mis en scène et chorégraphié The Queen’s Ball – A Bridgerton Experience de Netflix, un spectacle immersif présenté dans plusieurs villes du monde. En 2023, il chorégraphie la dernière création de Robert Lepage, Le Projet Riopelle.

## Études et début de l’âge adulte
Jeff Hall est titulaire d'un baccalauréat en danse contemporaine de l'Université Concordia, d'une licence de piano du Conservatoire de musique de McGill ainsi que d'un diplôme en réalisation cinématographique de l'Institut national de l'image et du son (INIS).
Plus jeune, Hall était un joueur de frisbee acrobatique  et a remporté les Championnats canadiens de frisbee acrobatique de Toronto en 1989 et 1990.
Il a d'abord suivi des cours de danse à l'Université Concordia de Montréal dans l'espoir que l'apprentissage de la danse aiderait son style de frisbee.
Durant ses études à Concordia, il rencontre Pierre-Paul Savoie, qui deviendra le fondateur de PPS Danse et l'un des collaborateurs de longue date de Hall.

## Début de carrière
Fraîchement diplômé de Concordia, Hall a créé le duo de danse Duodénum avec Pierre-Paul Savoie. Dans cette création, Hall et Savoie « incarnent un duo d'antihéros qui explorent la psyché des hommes contemporains à travers une série de mésaventures, injectant une dose de fraîcheur, d'humour et de critique sociale dans le monde de la danse montréalaise.»
La danseuse tourne ensuite de 1990 à 1995 avec la compagnie de production Carbone 14, se produisant à la fois dans le spectacle et le film Café des Aveugles, ainsi que dans le spectacle Le Dortoir et son adaptation cinématographique par François Girard. En 2001, il retrouve Carbone 14 comme interprète dans la création Silences et Cris de Gilles Maheu.
En 1993, Hall crée le duo de danse Bagne avec Pierre-Paul Savoie. La compagnie PPS Danse décrit le spectacle comme « un cri du cœur qui parle du besoin de liberté et d'amour, une métaphore de l'enfermement, tant physique que psychologique, et un rappel de la fragilité même de la vie.”
Hall a également été cocréateur et codirecteur artistique de PPS Danse avec Pierre-Paul Savoie. Leurs productions ont tourné au Canada, aux États-Unis et en Europe de 1993 à 2000.
En 1996, il cocrée la production multimédia Pôles avec la même compagnie en collaboration avec les artistes visuels Michel Lemieux et Victor Pilon.

## Falling
En 2002, Jeff Hall travaille avec Robert Lepage sur le spectacle Zulu Time. Alors qu’il est suspendu dans les airs lors d'une répétition, un dysfonctionnement de harnais le fait plonger de 15 pieds (5 mètres) sur le sol. L'accident écrase 90% de sa moelle épinière. Les médecins supposent qu'il ne marchera plus jamais.
Jusqu'en 2005, il consacre l'essentiel de son temps à réapprendre à marcher, ce qu'il réussit malgré la paralysie des muscles arrière de ses jambes. Son histoire fait l'objet de Falling, un court métrage de 2009 de Philip Szporer et Marlene Millar. Hall a adapté le film en une production de danse également nommée Falling en 2012.

## Carrière récente
En 2003, Jeff Hall collabore à nouveau avec Robert Lepage comme assistant de mouvement sur La Trilogie des dragons.
En 2005, ses talents de frisbee lui valent une première collaboration avec le Cirque du Soleil en tant qu’entraîneur artistique pour The Beatles LOVE. Le metteur en scène Dominique Champagne créait un numéro acrobatique qui comprenait des frisbees et a demandé l'expertise de Hall pour le développement du numéro. Le numéro de frisbee volant de 45 secondes n'a finalement pas été inclus dans la version finale du spectacle qui a été créée à Las Vegas en 2006.
La collaboration avec le Cirque du Soleil s'est transformée en relation durable alors que Hall a été choisi comme chorégraphe acrobatique pour le spectacle ZAIA. Créée en 2008 par Gilles Maheu, la production présentée au Venetian de Macao a été le premier spectacle permanent du Cirque du Soleil en Chine.
En 2010, Hall a chorégraphié TOTEM du Cirque du Soleil. Écrit et réalisé par Robert Lepage, le spectacle a été vu par plus de cinq millions de personnes à travers le monde entre 2010 et 2020.
En 2011, Jeff Hall met en scène Devdan, un spectacle permanent présenté à Bali, en Indonésie. La production comprenait 35 danseurs traditionnels indonésiens et acrobates contemporains et explorait les diverses cultures des cinq îles principales de l'archipel indonésien.
Hall a écrit et mis en scène Circo Jumbo 2013 et 2014, deux spectacles de tournée différents présentés par Siete BTL Communications, qui ont été présentés au Chili, en Colombie et au Pérou.
En 2022, Jeff Hall a été embauché comme chorégraphe et co-metteur en scène pour The Queen's Ball - A Bridgerton Experience. Le spectacle immersif produit par Fever, Netflix et Shondaland est inspiré de la série populaire diffusée par la compagnie de streaming. Le spectacle, qui a été lancé à Los Angeles en mars 2022, est actuellement en tournée dans le monde entier.
Robert Lepage sollicite à nouveau le soutien de Jeff Hall comme chorégraphe pour sa dernière création en 2023. Le spectacle, intitulé provisoirement Le Projet Riopelle, est basé sur la vie du peintre québécois Jean-Paul Riopelle et devrait être présenté en première à Montréal en avril 2023.

## Retour sur scène
Après avoir mis en scène et chorégraphié des spectacles aux côtés des plus grands producteurs et réalisateurs du monde, Jeff Hall revient sur scène en 2022 à 64 ans. Il performe en tant qu’acteur dans le spectacle de Brigitte Poupart, Until We Die, qui tourne au Canada et en Europe en 2023 et 2024.

## Autres implications
Jeff Hall a enseigné et mis en scène plusieurs spectacles à l'École de cirque de Verdun, à Montréal de 1998 à 2007. Il a également joué dans plusieurs émissions de télévision, dont Galidor : Defenders of the Outer Dimension, Le Loup-garou du campus et Vampire High.

## Distinctions
Jeff Hall a reçu un prix Iris pour le court métrage Nord Sud Est West en 2005. En 2002, sa cocréation Bagne a remporté un Bessie Award à New York pour la meilleure scénographie. Il a remporté le prix Jacqueline-Lemieux en 1996 pour sa chorégraphie de Pôles et deux prix de danse contemporaine de l'Université Concordia pour l'étudiant le plus remarquable en 1987 et pour la moyenne pondérée la plus élevée également en 1987. Jeff Hall a aussi remporté les Championnats canadiens de frisbee acrobatique de Toronto en 1989 et 1990.